# Rajd Złote Piaski 1972
Rajd Złote Piaski 1972 (3. Rally Zlatni Piassatzi) – 3. edycja rajdu samochodowego Rajd Bułgarii rozgrywanego w Bułgarii. Rozgrywany był od 23 do 25 czerwca 1972 roku. Była to dziesiąta runda Rajdowych Mistrzostw Europy w roku 1972 oraz pierwsza runda Rajdowego Pucharu Pokoju i Przyjaźni w roku 1972.

## Klasyfikacja rajdu
| Miejsce                      | Kierowca                     | Pilot                        | Samochód                     | Czas                         | Strata                       |                              |
| Klasyfikacja generalna i ERC | Klasyfikacja generalna i ERC | Klasyfikacja generalna i ERC | Klasyfikacja generalna i ERC | Klasyfikacja generalna i ERC | Klasyfikacja generalna i ERC | Klasyfikacja generalna i ERC |
| ---------------------------- | ---------------------------- | ---------------------------- | ---------------------------- | ---------------------------- | ---------------------------- | ---------------------------- |
| 1.                           | Sobiesław Zasada             | Ryszard Żyszkowski           | Porsche 911 S                | 2:05:04.4                    | 0.0                          |                              |
| 2.                           | Jochi Kleint                 | Jochen Berger                | Ford Capri 2600 RS           | 2:18:11.9                    | +13:07.5                     |                              |
| 3.                           | Jovica Paliković             | Miroslav Terzić              | Renault 12 Gordini           | 2:31:36.3                    | +26:31.9                     |                              |
| 4.                           | Adam Smorawiński             | Andrzej Zembrzuski           | BMW 2002 Alpina              | 2:40:02.1                    | +34:57.7                     |                              |
| 5.                           | Reiner Altenheimer           | Franz Appel                  | Porsche 911 T                | 2:41:09.6                    | +36:05.2                     |                              |
| 6.                           | Ilija Bonev                  | Zlati Zlatev                 | BMW 2002 Alpina              | 2:45:26.6                    | +40:22.2                     |                              |
| 7.                           | Stasys Brundza               | Vladislav Kovtun             | Moskvich 412                 | 2:55:18.9                    | +50:14.5                     |                              |
| 8.                           | Radoslav Petkov              | Kostadin Gurlev              | Alpine-Renault A110 1100     | 2:58:36.2                    | +53:31.8                     |                              |
| 9.                           | Yantcho Takov                | Vasil Takov                  | Alpine-Renault A110 1300     | 2:58:37.4                    | +53:33.0                     |                              |
| 10.                          | Leontijus Potapčikas         | Juri Poltoratzki             | Moskvich 412                 | 3:03:30.5                    | +58:26.1                     |                              |
| Klasyfikacja CoPaF           |                              |                              |                              |                              |                              |                              |
| 1.                           | Sobiesław Zasada             | Ryszard Żyszkowski           | Porsche 911 S                | 2:05:04.4                    | 0.0                          |                              |
| 2.                           | Adam Smorawiński             | Andrzej Zembrzuski           | BMW 2002 Alpina              | 2:40:02.1                    | +34:57.7                     |                              |
| 3.                           | Ilija Bonev                  | Zlati Zlatev                 | BMW 2002 Alpina              | 2:45:26.6                    | +40:22.2                     |                              |
| 4.                           | Stasys Brundza               | Vladislav Kovtun             | Moskvich 412                 | 2:55:18.9                    | +50:14.5                     |                              |
| 5.                           | Radoslav Petkov              | Kostadin Gurlev              | Alpine-Renault A110 1100     | 2:58:36.2                    | +53:31.8                     |                              |
| 6.                           | Yantcho Takov                | Vasil Takov                  | Alpine-Renault A110 1300     | 2:58:37.4                    | +53:33.0                     |                              |
| 7.                           | Leontijus Potapčikas         | Juri Poltoratzki             | Moskvich 412                 | 3:03:30.5                    | +58:26.1                     |                              |